# الحرامي (بعدان)

تعديل مصدري - تعديل

الحرامي هي إحدى قرى عزلة المنار بمديرية بعدان التابعة لمحافظة إب، بلغ تعداد سكانها 421 نسمة حسب تعداد اليمن لعام 2004.